# Sedrata (distrito)
Sedrata é um distrito localizado na província de Souk Ahras, Argélia. Sua capital é a cidade de mesmo nome. A população total do distrito era de 54 182 habitantes, em 1998.[carece de fontes?]

## Comunas
O distrito está dividido em três comunas:
- Sedrata
- Khemissa
- Aïn Soltane